# Danilo Grassi
Danilo Grassi (né le 1er janvier 1941 à Lonate Pozzolo) est un ancien coureur cycliste italien, champion du monde du contre-la-montre par équipes chez les amateurs en 1962 et vainqueur d'étape du Tour d'Italie 1964.

## Biographie
Il commence le cyclisme en 1956 et gagne une vingtaine de courses chez les jeunes. En 1962, il devient champion du monde contre-la-montre par équipes, avec ses compatriotes Mario Maino, Dino Zandegù et Antonio Tagliani. En 1963, l'équipe d'Italie échoue pour conserver son titre contre l'équipe de France et se contente de la médaillé d'argent. Toutefois, il s'impose sur cette discipline lors des championnats d'Italie et des Jeux méditerranéens.
Il passe ensuite professionnel en octobre 1963 chez Legnano. Il termine notamment huitième des Trois vallées varésines, puis remporte une étape du Tour d'Italie 1965, son seul succès chez les professionnels.

## Palmarès et résultats

### Palmarès par année
- 1962
  -  Champion du monde du contre-la-montre par équipes (avec Mario Maino, Dino Zandegù et Antonio Tagliani)
- 1963
  -  Champion d'Italie du contre-la-montre par équipes (avec Mario Maino, Dino Zandegù et Fabrizio Fabbri)
  -  Médaillé d'or du contre-la-montre par équipes aux Jeux méditerranéens (avec Mario Maino, Dino Zandegù et Fabrizio Fabbri)
  -  Médaillé d'argent au championnat du monde du contre-la-montre par équipes
- 1965
  - 14e étape du Tour d'Italie

### Résultats sur le Tour d'Italie
2 participations
- 1964 : 87e
- 1965 : 79e, vainqueur de la 14e étape